# Hermann von Graba

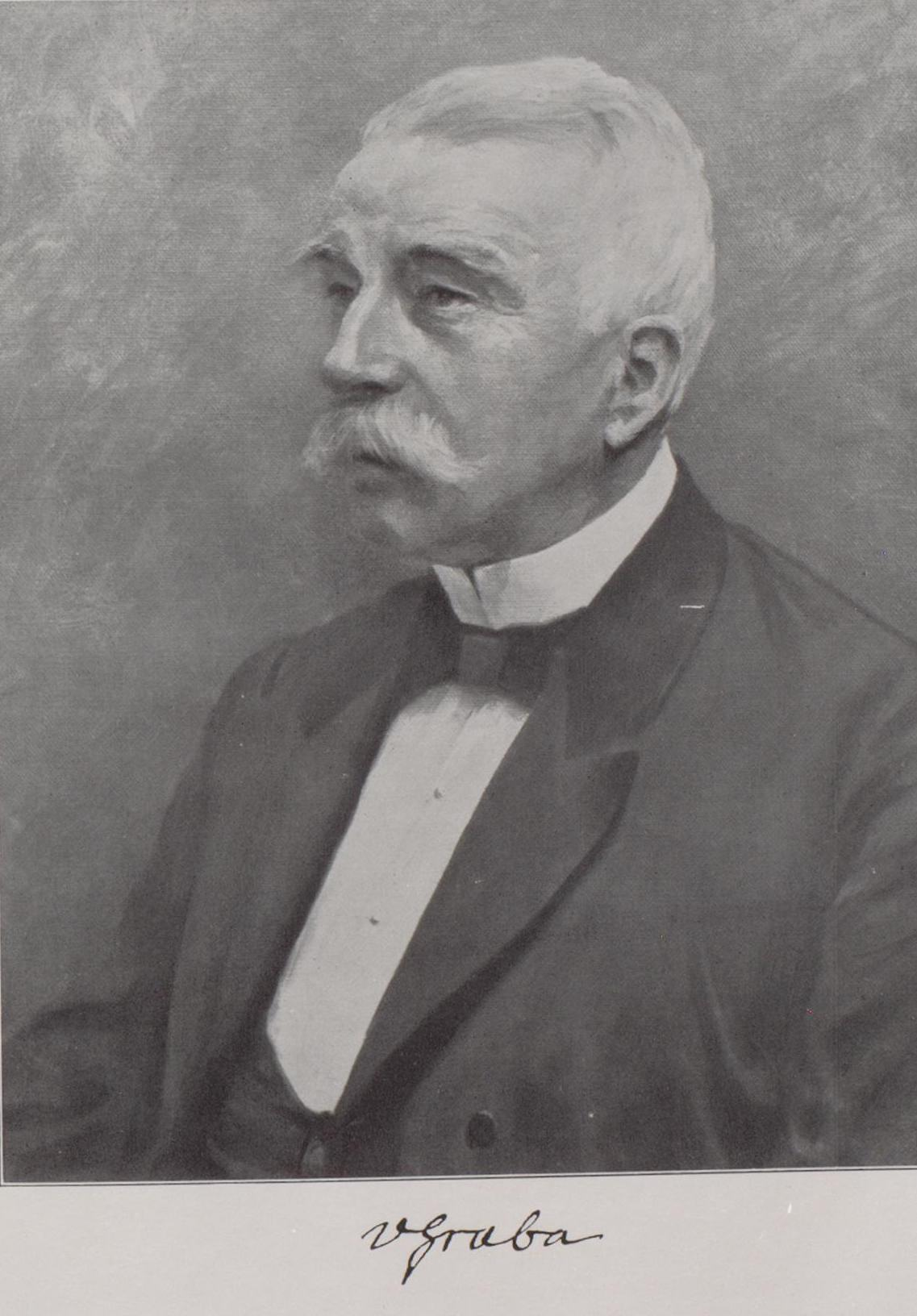
Hermann von Graba

Hermann von Graba (* 17. September 1833 in Kiel; † 15. Juni 1908 ebenda) war ein deutscher Beamter.

## Leben
Seine Eltern waren Carl Julian von Graba (1799–1874) und dessen Ehefrau Wilhelmine Carlonline geb. Christiensen.
Graba studierte Rechtswissenschaften. 1857 war er Referendar und von 1857 bis 1864 Amtssekretär der Landdrostei Pinneberg. Von 1864 bis 1867 diente Graba als Stadtpräsident von Glücksburg. In den Jahren 1876 bis 1894 war er Landesrat und Syndikus der Provinzialverwaltung von Schleswig-Holstein. Von 1891 bis 1907 war Graba Vorstandsvorsitzender der Invaliditäts- und Altersversicherungsanstalt, der späteren Landesversicherungsanstalt Schleswig-Holstein, in Kiel. Zudem war er von 1895 bis 1907 Landesdirektor bzw. ab 1902 Landeshauptmann der Provinz Schleswig-Holstein. Seine Amtsperiode endete eigentlich erst 1910, allerdings starb Graba 1908 im Amt.

## Leistungen
Er war Träger folgender Orden: Preußischer Roter Adlerorden 4. Klasse am Roten Band; Preußischer Roter Adlerorden 3. Klasse; Preußischer Kronenorden 3. Klasse.
Hermann von Graba war seit 1888 Mitglied im Hauptausschuss des Deutschen Vereins für Armenpflege und Wohltätigkeit. Er war Vorsitzender der Historischen Landeshalle in Kiel und in gleicher Funktion der Gesellschaft für Schleswig-Holsteinische Geschichte.